# Unglee
Unglee est le mononyme d'un photographe plasticien et vidéaste français, actif depuis les années 1970.

## Biographie
Le véritable nom de naissance de cet artiste reste à ce jour inconnu. Dans les années 1990, l'annonce répétée de son décès, qu'il appelle ses « Disparitions », relève d'une posture artistique. L'année de naissance la plus couramment indiquée est 1954. D'autres sources indiquent 1942 (comme par exemple sa notice au catalogue de la BNF).
Les premières traces documentées sur ses activités remontent à au milieu des années 1970. Il se fait connaître alors par une production de films expérimentaux,. Gérard Courant le filme en 1983 pour ses Carnets filmés.
À partir de 1998, il écrit de nombreuses créations radiophoniques pour France Culture.
Entre 2000 et 2005, il réalise plusieurs vidéos, présentées à la Maison européenne de la photographie.
En 2014, il présente un parfum, Tulipe bleue, créé avec le nez Domitille Bertier (IFF), aux Rives de la Beauté (Paris).
Unglee a été professeur à l’École nationale supérieure des arts décoratifs (Ensad, Paris) de 2001 à 2018. Le galeriste parisien Christophe Gaillard le représente,.

## Filmographie

### Courts métrages[8],[9]
- 1976 : Sixième étage[10].
- 1977 : Autoportrait en blanc et en noir.
- 1977-1978 : C'est fou.
- 1978 : Chérie, que veux-tu ?.
- 1979 : Forget me not.
- 1980 : Radio Serpent, avec Pascale Ogier.
- 1982 : Paris Plage.
- 1987 : Tulipes.
- 1990 : Tulipes aquatiques.
- 1995-1996 : Hommage à la pelle à neige.
- 2001-2005 : Série Portraits (nOn / nOn Solo / J'aime tes parfums / J'aime quand tu danses / Parce que / Dans le soleil / Ne dors pas / Regarde-moi / J'ai peur).
- 2015 : Tulipe bleue[11].
- 2017 : Oh oui !.
- 2024 : Alix.
- 2024 : Il faisait beau.